# مناطق أوروبا الخارجية المتطرفة

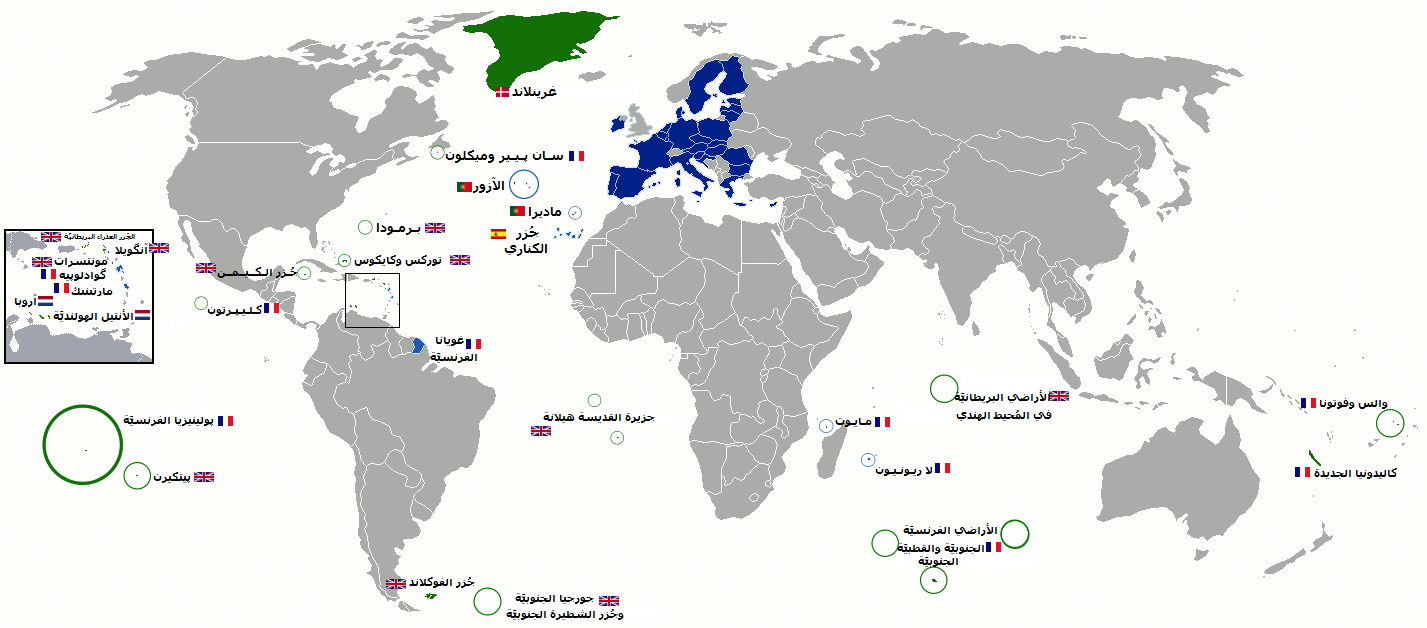
خريطة للاتحاد الأوروبي في العالم
الاتحاد الأوروبي
مناطق أوروبا الخارجية المتطرفة
بلدان وأقاليم ماوراء البحار

مناطق أوروبا الخارجية المتطرفة (بالفرنسية: Région ultrapériphérique)‏ هي مناطق تابعة للإتحاد الأوربي لكن تقع بعيداً خارج القارة الأوربية. لا يجب الخلط بين المناطق الخارجية المتطرفة وبلدان وأقاليم ماوراء البحار التي لا تنتمي للإتحاد بالرغم من كون مواطنيها يحملون جنسية أحد البلدان الأعضاء وهي ليست ضمن منطقة شنغن.